# Baltzar von Platen

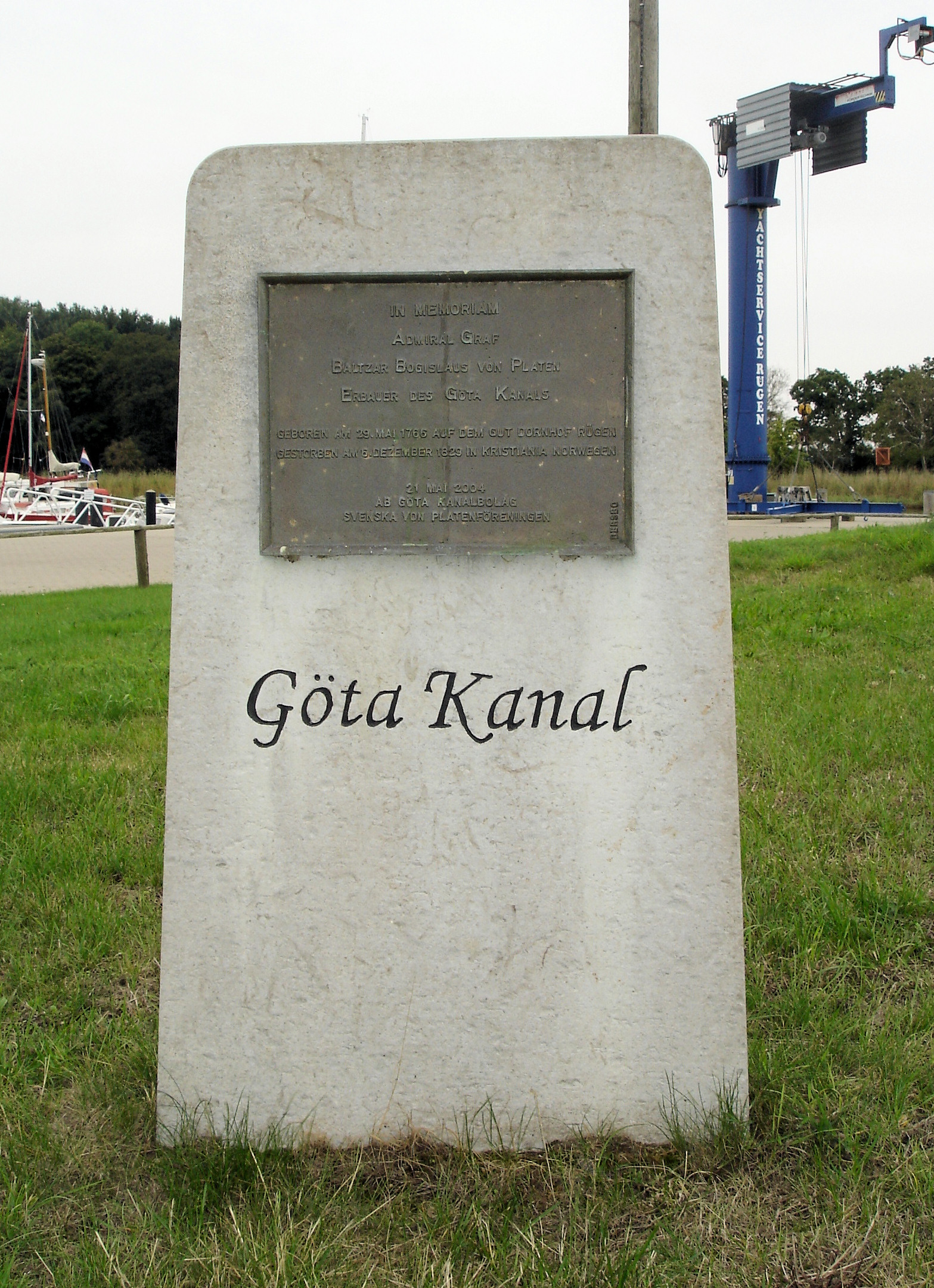
Minnessten för Baltzar von Platen i Schaprode på Rügen rest 21 maj 2004.

Baltzar Bogislaus von Platen, född 29 maj 1766 på Rügen i Svenska Pommern, död 6 december 1829 i Christiania, var en svensk greve. Han var en av rikets herrar, amiral, riksståthållare i Norge samt grundläggare av Göta kanal.

## Biografi
Baltzar von Platen var son till Philip von Platen, som var svensk generalguvernör i Pommern, och Juliana Regina von Ysedom från Dornhoff på Rügen. Släkten von Platen kommer ursprungligen från Tyskland. Morfadern Bogislaus von Üsedom var lantråd (motsvarande regionråd) och kommendör av Vasaorden; mormodern tillhörde släkten Wadenstierna och gifte som änka om sig med en släkting till Baltzar von Platen.

### 1779–1800
Han hade helst velat bli kavallerist, men då han inte fick det för sin far valde han sjöofficersbanan. von Platen inskrevs vid 13 års ålder i Karlskrona kadettskola och utnämndes följande år till fänrik vid örlogsflottan. Efter avslutad skolkurs tillbringade han tre år i kofferditjänst, deltog efter återkomsten i några expeditioner med svenska krigsskepp samt bevistade jämväl början av 1788 års ryska krig. Sårad vid Hogland blev han ombord på sitt fartyg rysk fånge och fördes som sådan till inre Ryssland. Vid hemkomsten efter fredsslutet befordrades han till kapten. Under åtskilliga kommenderingar avancerade han under följande år småningom till överstelöjtnant vid amiralitetet och generaladjutant av flygeln 1795. Med 1797 upphörde också hans tjänstgöring och 1800 tog han avsked, varvid han erhöll överstes värdighet. Samma år slog han sig till ro som jord- och skogsbrukare på det inköpta godset Frugården vid Vänersnäs i Västergötland som han snart förvandlade till en mönstergård.

### 1801–1812
År 1801 invaldes han i styrelsen för Trollhätte kanal och med tiden utvecklades han tanken på en samfärdsled mellan Vänern, Vättern och Östersjön. Efter att studerat kanalens aktuella trakter genom resor, presenterade han Afhandling om canaler genom Sverige. Planerna fick stöd av Gustav IV Adolf, som i februari 1808 beslöt att "i hela dess vidd företaga och fullborda det riksgagneliga ärendet" och gav i uppdrag åt von Platen att tillsammans med den av regeringen inkallade brittiske kanalbyggaren Thomas Telford att närmare utstaka farleden mellan Östersjön och Vänern.
Emellertid mellankom 1809 års revolution, men då von Platen var en av de mera framträdande bland de så kallade 1809 års män och särskilt nära förbunden med Georg Adlersparre, fick han stöd av den nya regimen. Ständerna själva tog nu initiativet efter motion av en av von Platens närmaste vänner, biskop Carl von Rosenstein, och sedan 1810 regeringens privilegium beviljats, blev det äskade aktiekapitalet icke obetydligt övertecknat inom loppet av några få dagar. Platen, som invalts i 1809 års konstitutionsutskott och således även kan räknas som en av Sveriges nya statsskicks fäder, inkallades 9 juni 1809 i statsrådet samt utnämndes i samband därmed till konteramiral. Han var ordförande i det 1810 bildade kanalbolaget samt ägnade sig, efter att 1812 ha lämnat statsrådet, helt åt kanalverkets fullföljande och stred i flera riksdagsdebatter mot projektets motståndare, vilka blev allt fler i takt med att kostnaderna steg. Han fick se endast kanalens ena hälft, Västgötalinjen, öppnas för trafik (september 1822).
Baltzar von Platen hade betydande del i anläggandet av Motala verkstad, tillkommen i syfte att förse kanalbygget med slussportar. Det blev startskottet för Motala som ort. Han ritade själv stadsplanen. Från en numera berömd plats i Motalaviken målade von Platen stadsbilden som en solfjäder, där alla fjädrar utgick från "Baltzar von Platens punkt". Än idag[när?] är den del som idag kallas för gamla staden, utmed strandpromenaden, formad som en solfjäder. Det är därför Motala kommun har solfjädern som sin logotyp.
Han hade stor betydelse för tillkomsten av det så kallade centralförsvaret, som i Sverige skulle samla sina resurser vid Vanäs (Karlsborg) vid Vättern, "och denna punkt", sade Platen, "är upptäckt genom Göta kanal, den utvecklas genom Göta kanal, den kan endast fullbordas genom Göta kanal". Han omfattade även tanken, för övrigt förebådad genom Gustav IV Adolfs lantvärn, att i samband med statsvälvningen rikets hela försvarskraft borde tas i anspråk genom "en allmän nationalarmering" och framlade i 1809 års konstitutionsutskott förslag därom, men trots att förslaget vann utskottets sympatier, vågade man inte ta med det i regeringsformen, och av ständerna avslogs det både då och vid dess återupptagande på hösten samma år. Vid slutet av riksdagen återkom det emellertid i form av ett beslut om så kallad förstärkningsmanskap, och det kan betraktas som uppslaget till den vid 1812 års riksdag beslutade allmänna beväringen.

### 1812–1829
I de planer till union med Norge, som vid revolutionens tidpunkt spelade en så viktig roll, var von Platen tidigt invigd och omfattade dem såväl som Kristian Augusts val till kronprins. Han var även själv därvid betrodd med utförandet av åtskilliga underhandlingar samt kom i nära kontakt med flera av de ledande männen i Norge. Efter Karl Augusts plötsliga död (1810) blev han även, inför Karl XIV Johan, vars val han främjat, en av unionens kraftiga förespråkare; och när slutligen unionen genomdrivits med vapenmakt (1814), utsågs han till en av de svenska kommissarier, vilka med det norska stortinget utarbetade de närmare villkoren. Därpå följde som ett erkännande från regeringens sida viceamiralsfullmakt (1814) och grevevärdighet (1815). År 1827 utnämndes han efter Johan August Sandels avsked till riksståthållare i Norge. När han 17 maj 1829 med militär återställde lugnet efter oroligheterna (Torgslaget), uppstod mot honom i Norge en bitter stämning, som måhända förvärrade den sjukdom, i vilken han avled den 6 december samma år. Han gravsattes 7 februari 1830 på en plats han själv åt sig utvalt i närheten av Motala, tätt invid själva kanalbanken.
Han var bland annat hedersledamot av Lantbruksakademien (1812), ledamot av Vetenskapsakademien (1815) och hedersledamot av Krigsvetenskapsakademien (1816).
Han var gift med Hedvig Elisabeth Ekman och far till politikern Baltzar von Platen.
Hela livet igenom bröt von Platen på tyska och blev därför ibland föremål för åtlöje.

## Ordnar och utmärkelser[5]
- Riddare av Svärdsorden - 28 april 1795
- Kommendör av Svärdsorden - 3 juli 1809
- Kommendör med stora korset av Svärdsorden - 15 november 1811
- Upphöjd till greve - 7 januari 1815
- Riddare och kommendör av Kungl. Maj:ts orden (Serafimerorden) - 23 september 1822. Serafimerorden tilldelas von Platen när den första delsträckan av Göta Kanal invigs vid Hajstorp[6]
- En av rikets herrar - 4 juli 1827

## Genealogi

### Föräldrar
- Filip Julius Bernhard von Platen (1732–1805).
- Juliana Regina von Usedom (1741–1810).

### Fru
Hedvig Elisabet Elisabeth Ekman (1780–1862).

### Barn
- 1: Philipp Peter Bogislaus von Platen (1801–1827).
- 2: Baltzar Julius Ernst von Platen (1804–1875).
- 3: Juliana Lovisa von Platen (1806–1893).
- 4: Stina Maja (Maria) Baltzarsdotter (1815-1896)